# Fire Island (película)
Fire Island es una película de comedia romántica estadounidense de 2022 dirigida por Andrew Ahn, escrita y protagonizada por Joel Kim Booster, y coprotagonizada por Bowen Yang, Conrad Ricamora, James Scully y Margaret Cho. Inspirada en Orgullo y prejuicio de Jane Austen, la historia sigue a un grupo de amigos homosexuales que se van de vacaciones a Fire Island y ven que sus vacaciones se complican por el clasismo y el romance.
Distribuida y producida por Searchlight Pictures, la película se estrenó en Hulu el 3 de junio de 2022. La película recibió críticas mayoritariamente positivas.

## Trama
Cada año, Noah y sus amigos cercanos, Howie, Luke, Keegan y Max se embarcan en unas vacaciones de una semana a Fire Island, conocida por sus pueblos gais. El grupo toma el ferry desde Sayville, HH Nueva York en la costa sur de Long Island hasta Fire Island Pines, y se reencuentran con su "madre de la casa" Erin. Erin revela que tiene que vender su casa, por lo que esta será la última semana que pasarán juntos. El grupo conoce a Charlie, un médico, y a sus amigos adinerados, incluidos Will, un abogado y Cooper. Howie y Charlie se interesan el uno por el otro. Noah decide que su misión para el viaje es que Howie tenga sexo. Charlie invita al grupo a su casa, donde el grupo se emborracha y provoca una escena mientras Charlie y Howie se acercan. Noah escucha a Will criticar el comportamiento del grupo.
Al día siguiente, Noah invita a Charlie y sus amigos a cenar en casa de Erin. En la tienda de comestibles, Noah conoce a Dex y coquetean. Después de ver que a Will no le gusta Dex, Noah también lo invita a cenar. Charlie, Cooper y Will llegan a cenar, y Noah y Will hablan sobre libros, sorprendiendo a Noah. Dex llega, haciendo que Will se sienta incómodo. Dex afirma que Will lo juzga por hacer contenido en OnlyFans.
Howie le dice al grupo que él y Charlie se besaron, lo que hace que Noah tenga más intención de hacer que los dos coincidan. El grupo asiste a la fiesta semanal de ropa interior en Cherry Grove y consume una variedad de drogas ilícitas. Cooper le insinúa a Noah que quiere a Will para él y acusa a la creciente atracción de Noah por Will de basarse en el dinero.
Noah se encuentra con Dex nuevamente. Se dirigen al cuarto oscuro para tener sexo, pero Will distrae a Noah y accidentalmente golpea a Dex en la nariz. Esto provoca una confrontación pública entre Cooper, Will, Dex y Noah, durante la cual Noah ve a Charlie besándose con alguien que no es Howie. Noah reúne a sus amigos ebrios y a Howie, que está angustiado por Charlie. Noah regresa a Pines con Will y pelean. Noah acusa a Will de ser rígido y crítico, y Will le dice a Noah que Noah es pretencioso, incluso si finge no serlo. En una fiesta posterior en Pines, Howie y Noah pelean. Howie quiere dejar de buscar el romance y le dice a Noah que sus experiencias no son las mismas solo porque ambos son homosexuales y asiáticos, citando problemas de dismorfia corporal.
Noah se despierta al día siguiente cuando sus amigos le entregan una carta de Will. Will se disculpa por la impresión que dio y explica que Dex lastimó a alguien cercano a Will en el pasado. Charlie llega para decirle a Howie que ha vuelto con su exnovio, que tiene la enfermedad de Lyme, y que dejará la isla antes de lo esperado.
Noah se encuentra con Will en un bar. Muestra el perfil de Instagram de Noah Dex, en el que publica fotos con etiquetas de activismo ("Black Lives Matter" y "Stop Asian Hate") para llamar la atención. Noah y Will se vuelven más cercanos. Más tarde, el grupo se entera de que Dex ha publicado un video de él y Luke teniendo sexo en línea sin el consentimiento de Luke. Will ayuda a Noah a confrontar a Dex amenazando con emprender acciones legales. Dex acepta eliminar el video.
Al día siguiente, Howie le dice a Noah que se va porque no puede superar el rechazo de Charlie. Noah se enfrenta a Charlie, quien reconoce que siente algo por Howie. Noah y sus amigos secuestran un taxi acuático para alcanzar a Howie. Charlie le expresa sus sentimientos a Howie y se besan. El grupo va a ver la puesta de sol. Noah y Will bailan juntos y finalmente se besan, acordando probar su relación.

## Reparto
- Joel Kim Booster como Noah, basado en Elizabeth Bennet
- Bowen Yang como Howie, basado en Jane Bennet y Charlotte Lucas
- Conrad Ricamora como Will, basado en Fitzwilliam Darcy
- James Scully como Charlie, basado en Charles Bingley
- Margaret Cho como Erin, basada en la Sra. Bennet
- Matt Rogers como Luke, basado en Lydia Bennet
- Tomás Matos como Keegan, basado en Kitty Bennet
- Torian Miller como Max, basado en Mary Bennet
- Nick Adams como Cooper, basado tanto en Caroline Bingley como en Lady Catherine
- Zane Phillips como Dex, basado en George Wickham
- Michael Graceffa como Rhys
- Aidan Wharton como Braden
- Peter Smith como Moisés, basado en el Sr. Collins
- Bradley Gibson como Johnny

## Producción
La red de transmisión de televisión Quibi anunció el desarrollo de una serie de comedia titulada Trip en septiembre de 2019, protagonizada, creada y escrita por Joel Kim Booster.
El proyecto recibió un pedido de serie el 11 de marzo de 2020, con Jax Media como productora. Bowen Yang fue elegido para un papel principal el 15 de abril de 2020. Booster y Yang, que son comediantes asiáticos homosexuales y amigos que "se cambiaron la vida", estaban listos para interpretar versiones ficticias de sí mismos. El cineasta de Closet Monster, Stephen Dunn, se encargó de dirigir la serie. Tras el cierre de Quibi el 1 de diciembre de 2020, se puso en peligro todo el proyecto.
Searchlight Pictures anunció la compra del guion de Booster el 30 de junio de 2021, para producirlo como largometraje retitulado Fire Island. El director de Spa Night, Andrew Ahn, reemplazó a Dunn como director.
Al mes siguiente, Margaret Cho se unió al elenco de la película, como la única mujer en formar parte del reparto. Conrad Ricamora, James Scully, Matt Rogers, Tomas Matos, Torian Miller y Nick Adams se unieron al elenco en agosto de 2021, junto con Zane Phillips, Michael Graceffa, Aidan Wharton, Peter Smith y Bradley Gibson uniéndose al reparto coral.
La fotografía principal comenzó el 12 de agosto de 2021 y estaba programada para durar hasta septiembre de 2021, con el rodaje en Manhattan, Brooklyn y Fire Island, el lugar que da título a la película. El guion final incorporó temas humorísticos que los cineastas habían compartido durante mucho tiempo como amigos.